# Flüela Schwarzhorn
De Flüela Schwarzhorn is met zijn 3146 meter boven zeeniveau de hoogste berg in de gemeente Davos, Zwitserland.
De Flüela Schwarzhorn is, met name wanneer vanuit het noorden vanaf de pashoogte van de Flüelapas wordt aangevangen, betrekkelijk eenvoudig te beklimmen. De zuidwand, te beklimmen vanuit het Dischmatall, is aanmerkelijk zwaarder.
De Flüela Schwarzhorn is beroemd om zijn fantastische uitzicht: bij helder weer is zowel (in het oosten) de Großglockner te zien als (in het westen) de Mont Blanc.